# اهولا
اهولا (به لاتین: Ahula) یک روستا در استونی است که در محله البو واقع شده‌است.